# Ju Se-jong
Ju Se-jong (en hangul: 주세종; en hanja: 朱世鐘; pronunciación en coreano: /tɕu.se̞.dʑoŋ/; Anyang, Corea del Sur, 30 de octubre de 1990) es un futbolista surcoreano. Juega como centrocampista en el Daejeon Hana Citizen F. C. de la K League 1 de Corea del Sur.

## Selección nacional
Ha sido internacional con la selección de Corea del Sur en 29 ocasiones y convirtió un gol. Hizo su debut el 11 de junio de 2015, ingresando en los últimos minutos en la victoria surcoreana por 3-0 contra Emiratos Árabes Unidos en un amistoso.
El 2 de junio de 2018, fue incluido en la lista definitiva de veintitrés jugadores que disputarían la Copa del Mundo de 2018 en Rusia.

### Participaciones en Copas del Mundo
| Mundial                        | Sede  | Resultado      | Partidos | Goles |
| ------------------------------ | ----- | -------------- | -------- | ----- |
| Copa Mundial de Fútbol de 2018 | Rusia | Fase de grupos | 2        | 0     |

### Participaciones en Copas Asiáticas
| Copa               | Sede                   | Resultado        | Partidos | Goles |
| ------------------ | ---------------------- | ---------------- | -------- | ----- |
| Copa Asiática 2019 | Emiratos Árabes Unidos | Cuartos de final | 5        | 0     |

## Clubes
| Club                                | País          | Año       |
| ----------------------------------- | ------------- | --------- |
| Busan IPark                         | Corea del Sur | 2012-2015 |
| F. C. Seoul                         | Corea del Sur | 2016-2020 |
| Ansan Mugunghwa (cedido)            | Corea del Sur | 2018-2019 |
| Gamba Osaka                         | Japón         | 2021-2022 |
| Daejeon Hana Citizen F. C. (cedido) | Corea del Sur | 2022      |
| Daejeon Hana Citizen F. C.          | Corea del Sur | 2023-     |

## Palmarés

### Campeonatos nacionales
| Título           | Club            | País          | Año  |
| ---------------- | --------------- | ------------- | ---- |
| K League Classic | F. C. Seoul     | Corea del Sur | 2016 |
| K League 2       | Ansan Mugunghwa | Corea del Sur | 2018 |

### Títulos internacionales
| Título                      | Selección     | Sede          | Año  |
| --------------------------- | ------------- | ------------- | ---- |
| Campeonato del Este de Asia | Corea del Sur | China         | 2015 |
| Campeonato del Este de Asia | Corea del Sur | Japón         | 2017 |
| Campeonato del Este de Asia | Corea del Sur | Corea del Sur | 2019 |